# Eta Cassiopeiae
Désignations
Eta Cassiopeiae (Eta Cas / η Cas, Êta Cassiopeiae) est une étoile binaire située dans la constellation de Cassiopée. Ce système stellaire est très proche du système solaire, à seulement ∼ 19,4 a.l. (∼ 5,95 pc). Son nom traditionnel est Achird, officialisé par l'Union astronomique internationale le 5 septembre 2017.
La composante principale du système (η Cassiopeiae A) est une naine jaune appartenant à la séquence principale et de type spectral G3 V. Les estimations de sa masse varient entre 0,91 et 1,1 fois la masse solaire, et son rayon entre 0,98 et 1,01 rayon solaire. L'ensemble de ces caractéristiques font d'Achird A une étoile très semblable au Soleil, bien que sa métallicité soit plutôt faible, environ 68 % de celle du Soleil.
Cette étoile possède un compagnon moins lumineux (η Cassiopeiae B), une naine orange de type spectral K7 V et de magnitude apparente +7,51, ce qui la rend invisible à l'œil nu. Visuellement les deux astres sont séparés de treize secondes d'arc.
Les deux étoiles sont situées en moyenne à 71 unités astronomiques l'une de l'autre, leurs orbites ayant une excentricité de 0,497, la distance varie de fait entre 36 et 107 ua au cours d'une période orbitale estimée à 480 ans.